# 150mmファブリ臼砲
150mmファブリ臼砲(Mortier de 150 mm T Mle 1917 Fabry)とはフランス軍が使用していた前装式臼砲である。
1917年に採用され第一次世界大戦で使用され、1,159門が1940年まで配備されていた。
移動するときは三分割して台車に乗せて馬一頭か兵士8人によって牽引され、17kgの砲弾20発入りの台車と一緒に運搬された。